# Penstemon davidsonii
Penstemon davidsonii är en grobladsväxtart som beskrevs av Edward Lee Greene. Penstemon davidsonii ingår i släktet penstemoner, och familjen grobladsväxter.

## Underarter
Arten delas in i följande underarter:
- P. d. menziesii
- P. d. praeteritus

## Bildgalleri

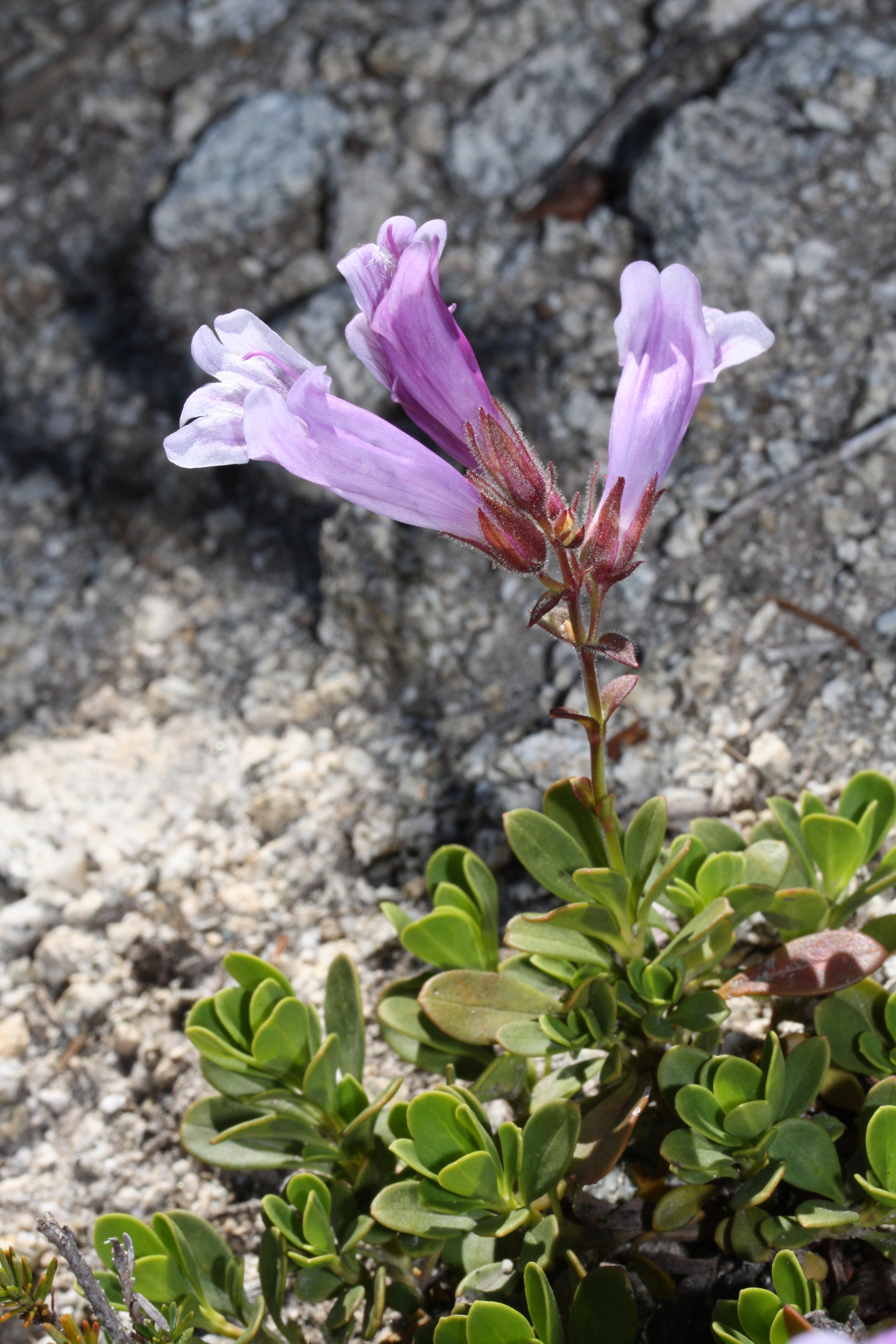
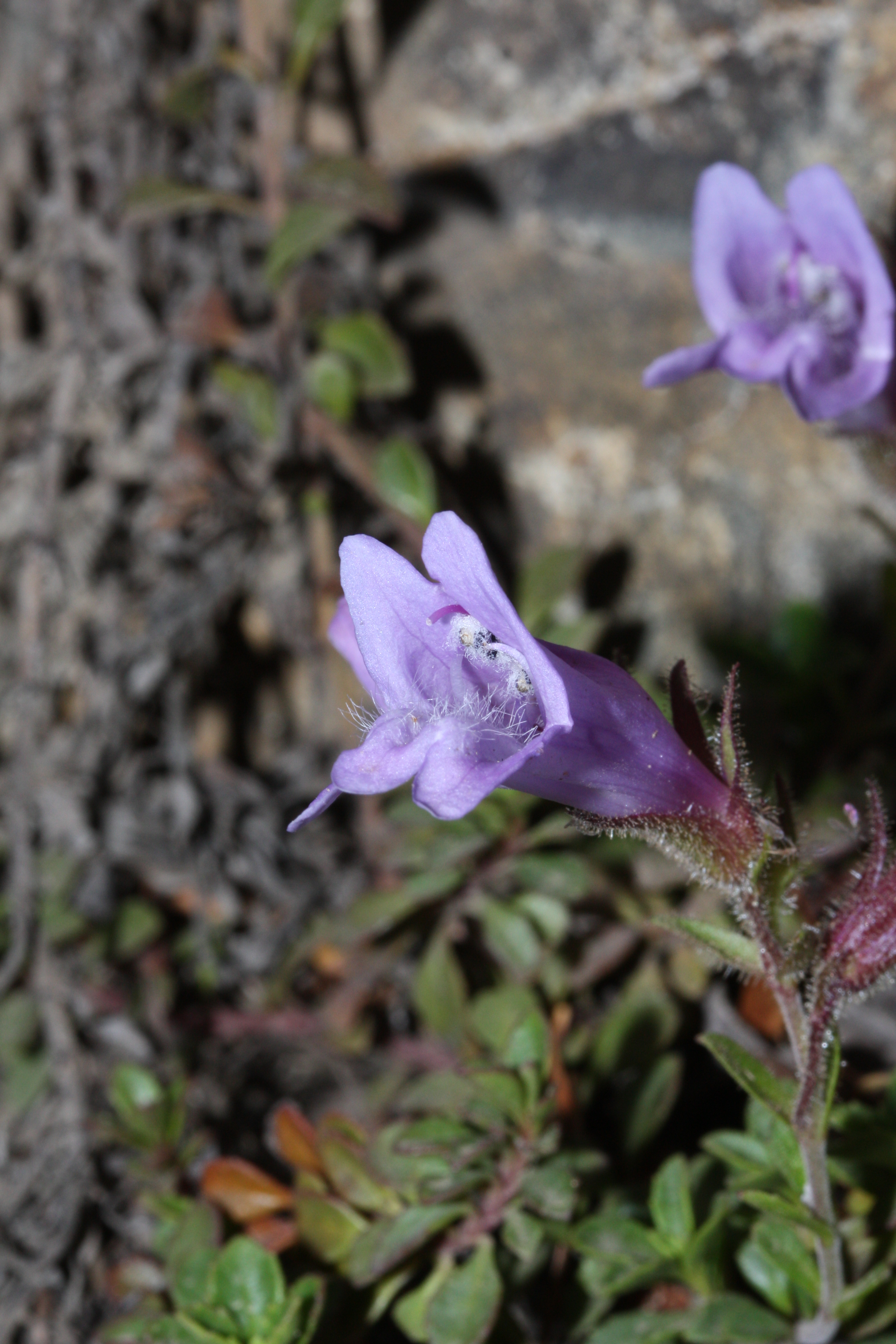
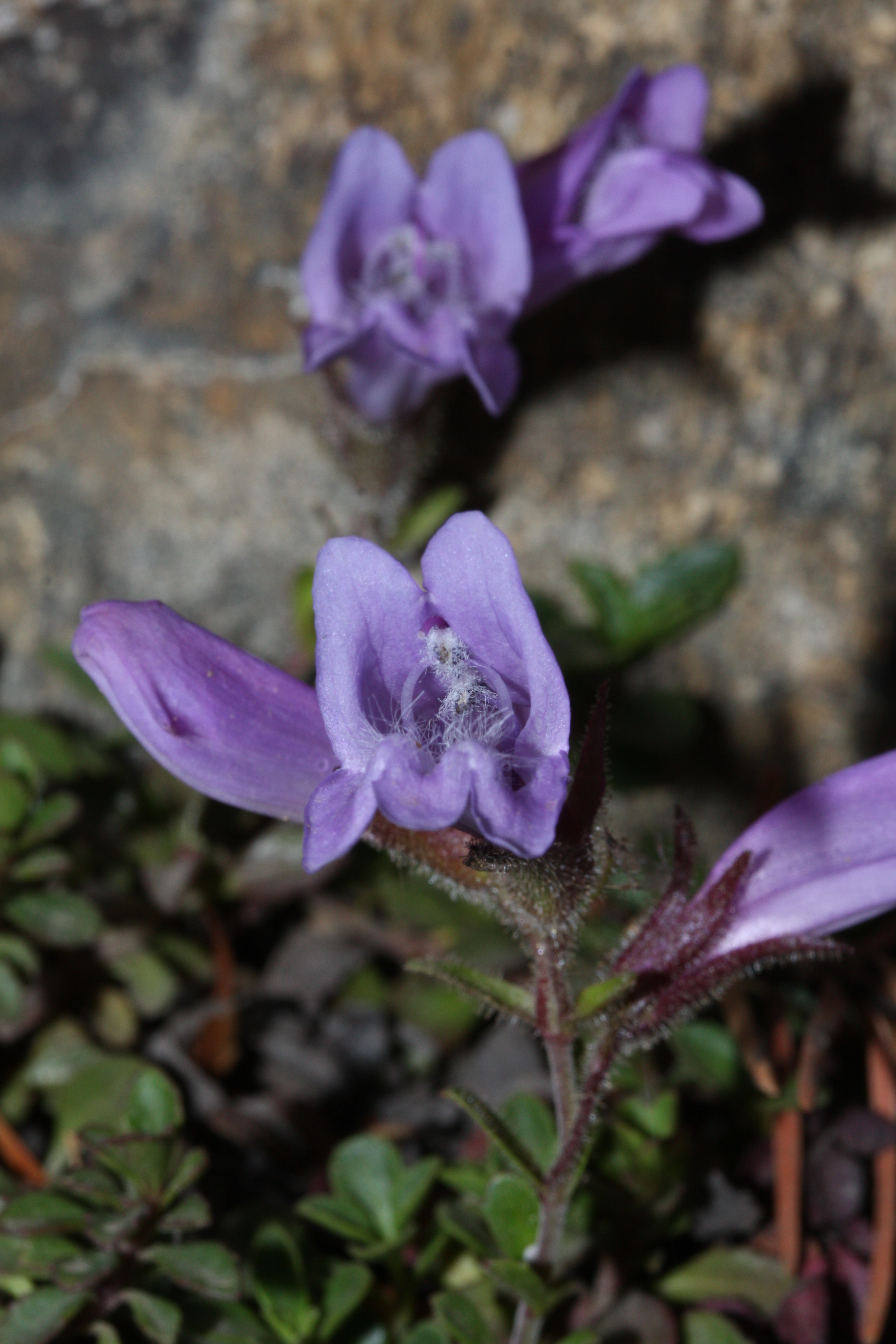
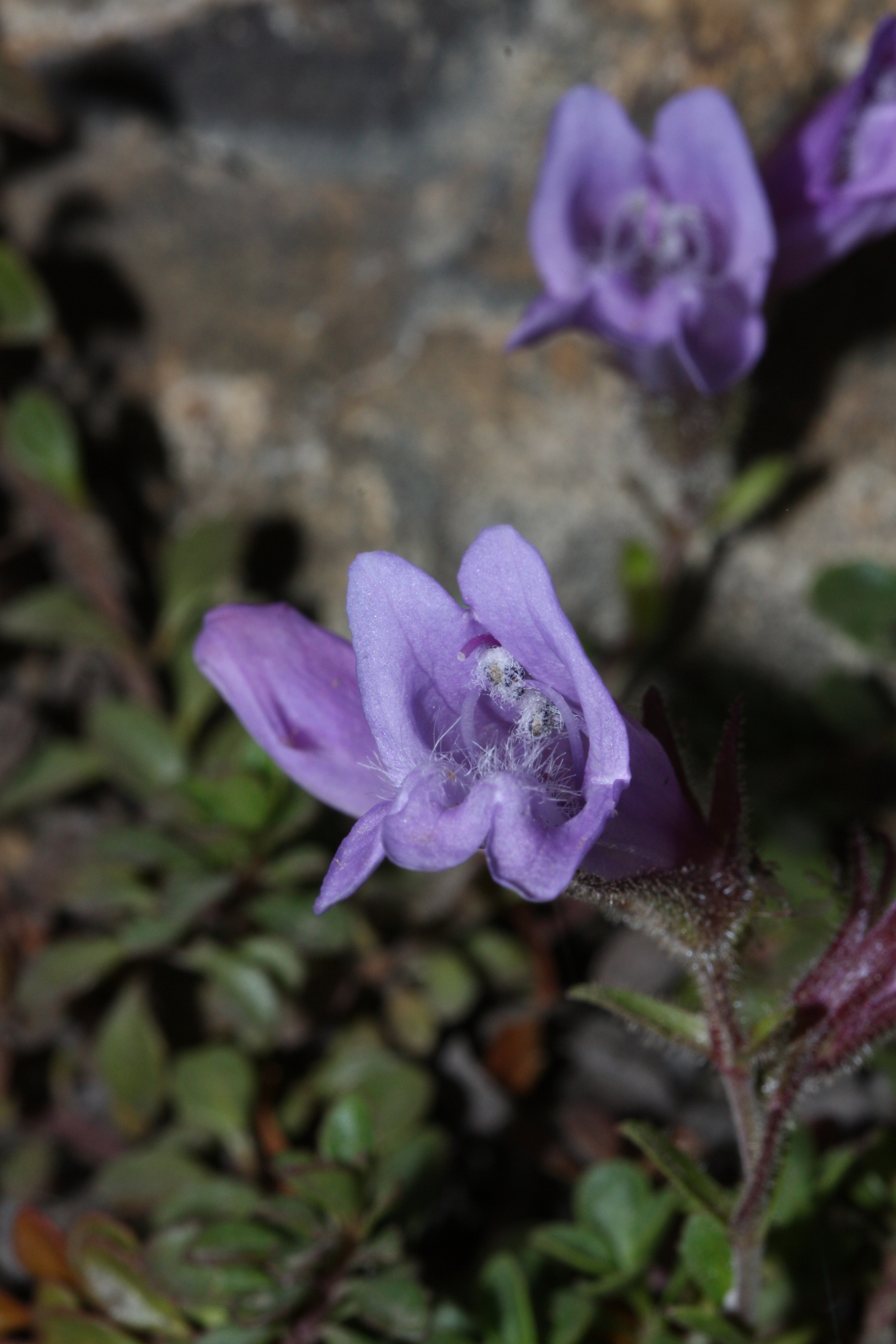
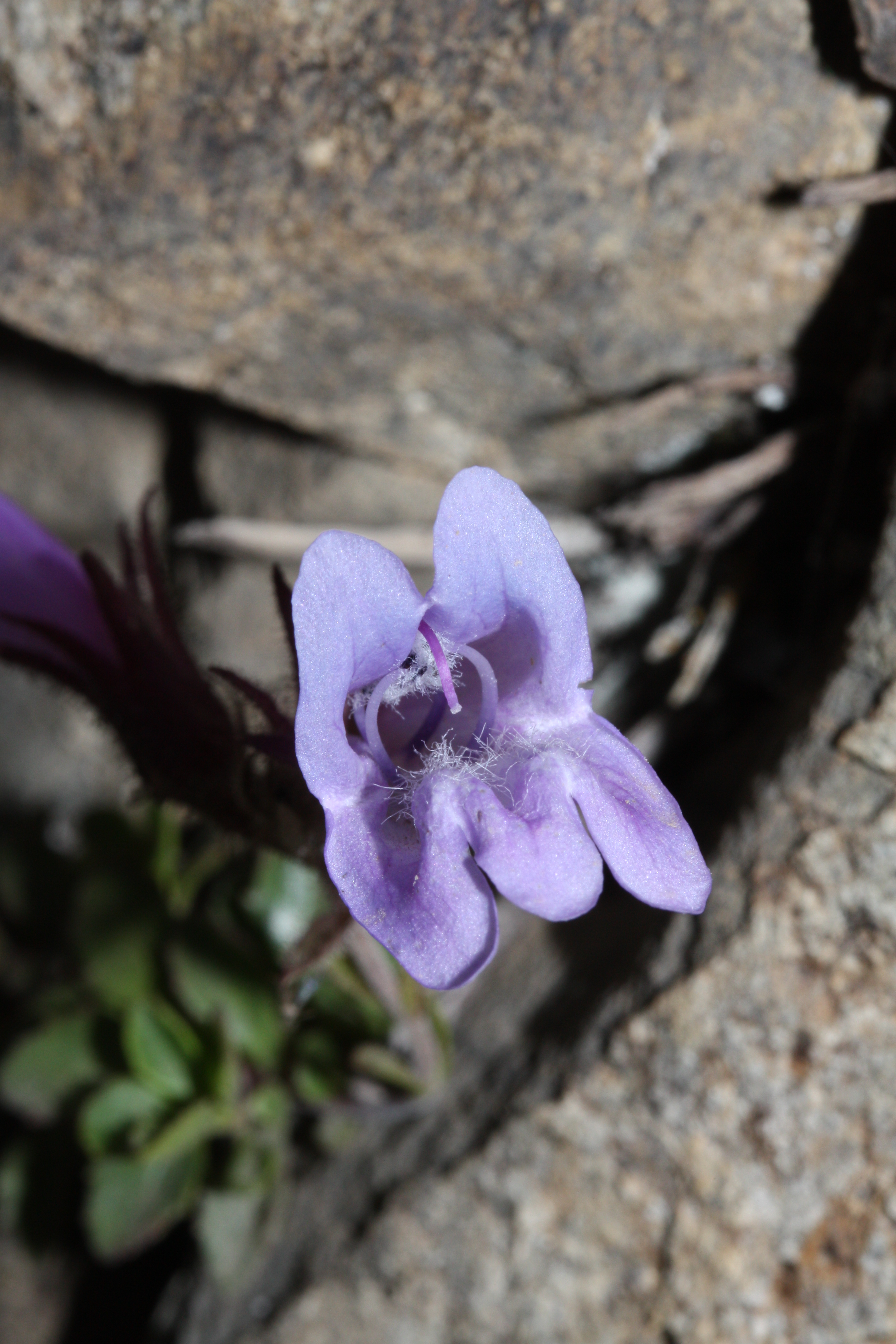
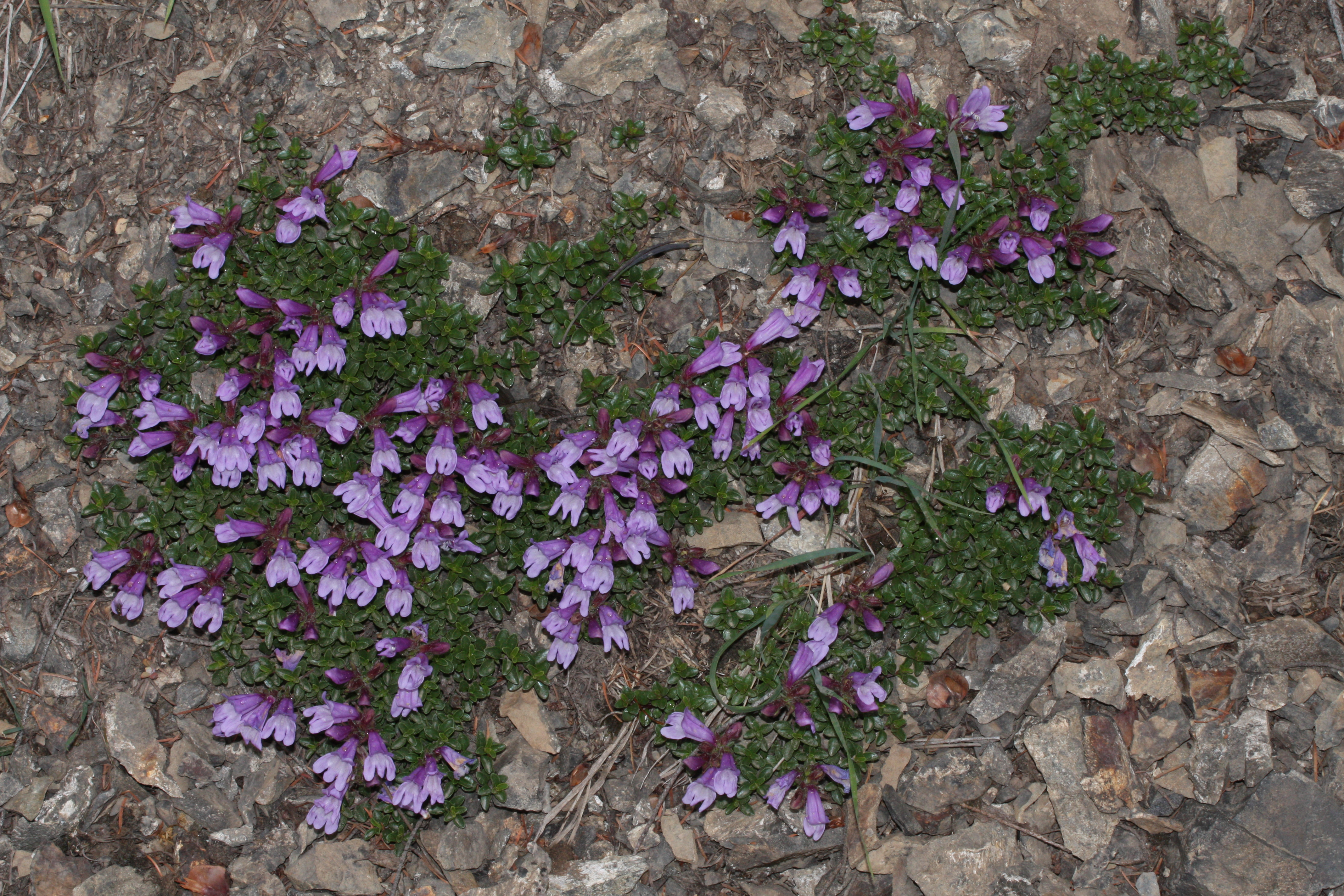